# Kanton Albi-Sud
Kanton Albi-Sud is een voormalig kanton van het Franse departement Tarn. Kanton Albi-Sud maakte deel uit van het arrondissement Albi en telde 12.406 inwoners in 1999. Het werd opgeheven bij decreet van 17 februari 2014 met uitwerking op 22 maart 2015.

## Gemeenten
Het kanton Albi-Sud omvatte de volgende gemeenten:
- Albi (deels, hoofdplaats)
- Carlus
- Le Sequestre
- Puygouzon
- Rouffiac
- Saliès